# Ptiloglossa thoracica
Ptiloglossa thoracica is een vliesvleugelig insect uit de familie Colletidae. De wetenschappelijke naam van de soort is voor het eerst geldig gepubliceerd in 1895 door Fox.